# Jerry Butler
Pour les articles homonymes, voir Jerry Butler (homonymie) et Butler.
Jerry Butler, né le 8 décembre 1939 à Sunflower (Mississippi) et mort le 20 février 2025 à Chicago (Illinois), est un chanteur américain de musique soul surnommé The Ice Man et ancien membre du groupe The Impressions.

## Biographie
Jerry Butler déménage à Chicago avec ses parents à l'âge de trois ans. Habitant le quartier de Cabrini-Green à Chicago, il débute à l'église en chantant dans différents chœurs aux côtés de Curtis Mayfield.
Un groupe de Chattanooga dans le Tennessee formé en 1956 par six membres décide de faire comme les autres groupes de l'époque, aller dans une grande ville, dans ce cas Chicago. Le groupe The Roosters déménage donc en 1957, mais trois membres du groupe ne peuvent suivre. Jerry Butler est pris comme remplaçant et demande à Curtis Mayfield de se joindre au groupe. Ils sont ensuite découverts par Eddie Thomas, qui devient leur manager et change leur nom pour The Impressions. Ils signent un hit : For Your Precious Love, sur le label Vee-Jay.
Jerry Butler quitte le groupe en 1959 pour se lancer dans une carrière solo. Il a un petit succès avec le titre Lost puis en 1960 avec He Will Break Your Heart, sur le label Vee-Jay. Après d'autres petits hits, il commence à travailler avec Gamble & Huff, qui produisent la plupart de ces grands succès, inclus The Ice Man Cometh et Only the Strong Survive, sur le label Mercury. Il est notamment célèbre pour avoir interprété, For your precious love. Les hits deviennent ensuite rares et Jerry Butler s'engage dans la politique en soutenant Harold Washington, premier maire noir de Chicago.
Atteint de la maladie de Parkinson, Jerry Butler meurt le 20 février 2025 à l’âge de 85 ans, à Chicago,.